# Sauzahn (Laussa)
Der Sauzahn (auch Sauzähne) ist ein 770 m ü. A. hoher Berg der oberösterreichischen Voralpen in Laussa in Oberösterreich. Die spitz aufragende Felsnadel ist als ein beliebter Kletterfelsen.
Die Felsformation ist vom Land Oberösterreich als Naturdenkmal definiert.